# Ihor Wołkow
Ihor Mykołajowycz Wołkow (ukr. Ігор Миколайович Волков, ros. Игорь Николаевич Волков, Igor Nikołajewicz Wołkow; ur. 13 marca 1965 w Symferopolu) – ukraiński piłkarz, grający na pozycji obrońcy.

## Kariera piłkarska

### Kariera klubowa
Wychowanek szkółki piłkarskiej Tawrii Symferopol. W 1983 rozpoczął karierę piłkarską w podstawowej jedenastce klubu. W latach 1987–1988 bronił barw Okeanu Kercz, po czym wrócił do Tawrii Symferopol. 7 marca 1992 roku debiutował w Wyszczej Lidze w meczu z Torpedem Zaporoże (2:0). Pełnił funkcję kapitana drużyny. Latem 1997 przez konflikt z jednym z kierowników Tawrii opuścił krymski klub i przeniósł się do SK Mikołajów. Potem występował w Metałurhu Nikopol. Na początku 1999 wyjechał do Rosji, gdzie został piłkarzem Sibiriaka Brack. W wieku 37 lat zakończył karierę piłkarską.

## Sukcesy i odznaczenia

### Sukcesy klubowe
- mistrz Ukrainy: 1992

### Sukcesy indywidualne
- rekordzista Tawrii Symferopol w ilości rozegranych meczów: 433 mecze.

### Odznaczenia
- nagrodzony tytułem Mistrza Sportu Ukrainy: 1992